# Mitsubishi Colt
Hoje o Colt é um modelo compacto, construído pela Mitsubishi na sua fábrica da NedCar na Holanda, usando a mesma plataforma que o seu irmão já descontinuado Smart Forfour. A Mitsubishi tem utilizado o nome em dois modos, primeiro usava como a marca das séries kei-car e dos sub-compactos na década de 60, em seguida como a exportação da versão do Mitsubishi Mirage HatchBack. A Chrysler Corporation também utilizou este nome em parceria com a Mitsubishi na década de 70, quando recebe a segunda geração do Mitsubishi Colt Galant como a Dodge e Plymouth Colt, com importação para o mercado dos Estados Unidos.

## Anos 60

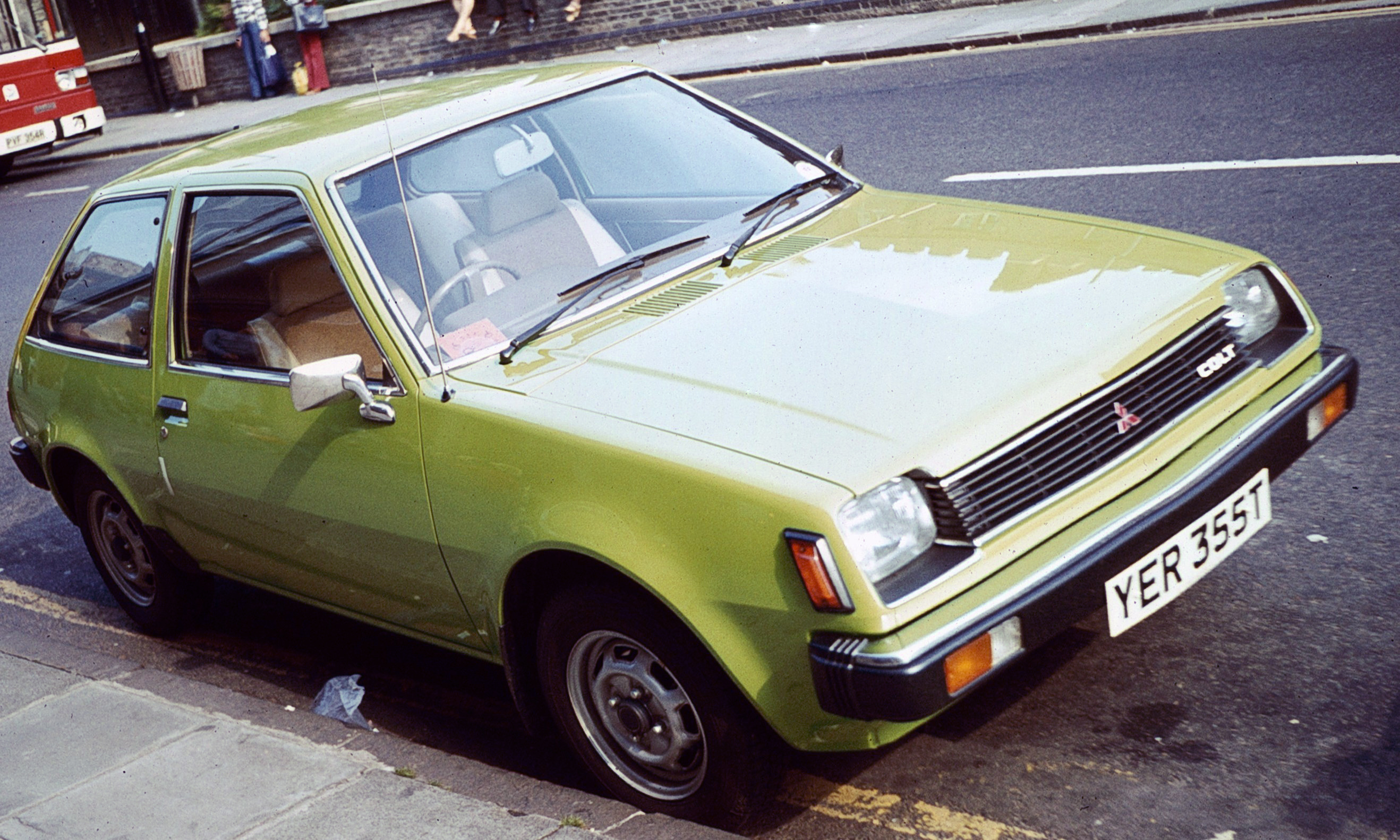
1978 Mitsubishi Colt 3 door (UK market nomenclature)

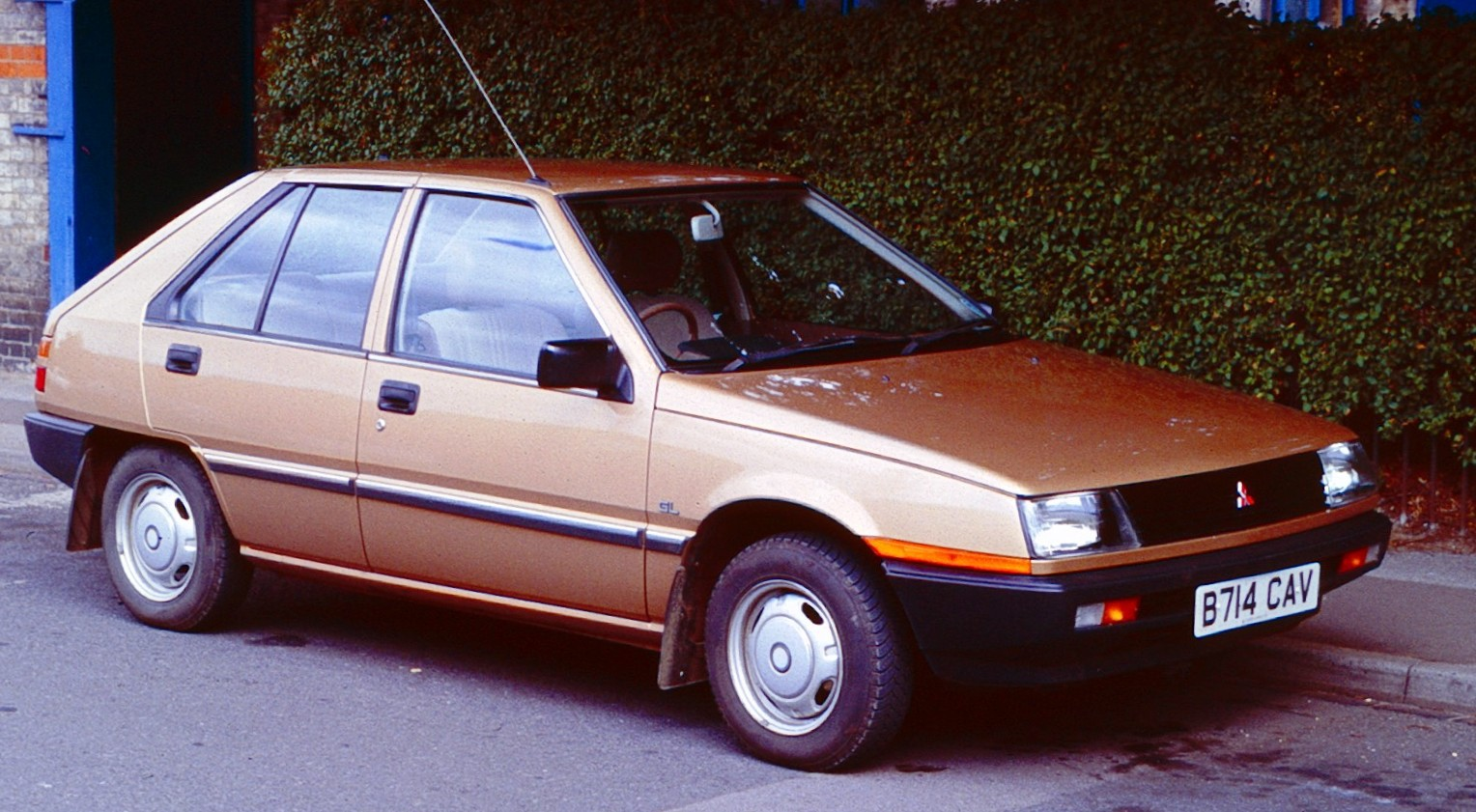
1985 Mitsubishi Colt 5 door (UK market nomenclature)

A Mitsubishi introduziu o nome Colt em 1962 sobre o Colt 600, o primeiro de uma linha de carros pequenos, completando os seus veículos desportivos, o Mitsubishi 500, a primeira empresa após a guerra dos automóveis passageiros. Alimentado por um motor NE35A de 594cc OHV de dois cilindros de motor arrefecido ar. Neste momento, a Mitsubishi Motors ainda não existia como uma empresa autónoma, e os veículos estavam a ser produzidos por três subsidiárias regionais da Mitsubishi Heavy Industries, (MHI) que tinha sido formalmente desmantelado depois da Segunda Guerra Mundial, retomando como uma entidade única, em 1964, mas continuou a usar o nome de Colt como marca até a década de 70 na Ásia, e os anos 80 na Europa.
Para complementar o 600, foi introduzida em 1963, o Colt 1000, a que se seguiu o Colt 800 e Colt 1500 em 1965.
A marca Colt foi utilizada principalmente no Reino Unido, e serão eliminados progressivamente em torno de 1984. Na Nova Zelândia, a marca Colt começou a desaparecer em meados dos anos 70, em favor da Mitsubishi e emergiu como um modelo da Mitsubishi apenas no final de 1980 e em 2003.
Na década de 1980, a Mitsubishi Motors da Austrália ofereceu o original Mirage como o Colt, construindo-o em sua planta Adelaide. O australiano Colt estava disponível com uma carroçaria de quatro ou cinco portas com um motor 1600cc no topo da gama.

## 2003
Em 2003 nasce uma nova geração do Mitsubishi Colt no Japão desenhado por Olivier Boulay e construído sobre a mesma plataforma que o Smart Forfour. A versão europeia é fabricada na NedCar.
Em 2004, foi lançado o Colt Plus no Japão. É uma versão mais longa do Colt. No mesmo ano, o Colt também foi lançado na Europa, com modelos variando de 1,1 MPI, 1,3 MPI, 1,5 MPI e 1.5T a gasolina. O desempenho especificação 1.5T baseou-se no bloco 4G15, com um Turbo e intermédio de alimentação auxiliar (147 hp @ 6000 rpm / 155 ft lbf (210 N m) @ 3500 rpm). O sistema de coordenação variável de válvulas MIVEC foi também utilizado para aumentar a produção, aumentando a potência para 109 cv (81 kW) 1,5 MPI. O mesmo desempenho do motor foi também utilizado para alimentar a última geração do, o Colt CZC (versão Cabrio) (2005), a gasolina mas mais fraco existe o 1,5 MPI também disponível.
Havia a versão equipada com câmbio manual de cinco marchas e a opção de transmissão continuamente variável (Câmbio CVT).
O Smart Forfour também partilhada a mesma plataforma, como Brabus a liberar um desempenho da versão do ForFour em 2004 utilizando o mesmo motor utilizado no Europeu Colt CZT, mas espremendo 30 HP extra para fora do mesmo 4G15.
Em novembro de 2004, chegou o 1,5 L DI-D versão turbo diesel com injecção directa Turbo alimentada e intermédio, produzindo 95 PS (70 kW), foi disponibilizada, com uma opção do Allshift automática e uma caixa de velocidades manual com embraiagem eléctrica e seis artes.

### CZC
O Mitsubishi Colt CZC um Coupé Cabriolet foi mostrado em Geneva Motor Show, em Março de 2005, estando já à venda desde 2006. O carro é um 2+2 com um hard-top retráctil e disponível com o motor turbo que equipa o Colt CZT ou como um mero 1,5 MPI. Desenvolvido conjuntamente pela Mitsubishi e Pininfarina sob Ken Okuyama, é parcialmente feitos nos Países Baixos, com a montagem final participa na Pininfarina, em Turim, Itália.

### Ralliart Version-R
Nasce a versão Ralliart Version-R no Japão em 30 de maio de 2006. Tem um 4G15, com cronometragem MIVEC válvula variável e turbo alimentador, produz 154 PS (113 kW) às 6000 rpm e 210 N m (155 ft lbf) às 3500 rpm. Os bancos traseiros são moldados para dois passageiros, em contraposição a três no resto da gama. Aliás, esse é o mesmo motor usado na Europa em 2004, o Colt CZT, aumentando ligeiramente a potência dessa versão.

### Mitsubishi Colt MIEV
Em 2006, a Mitsubishi publicou o Mitsubishi Colt MIEV, utilizando um motor eléctrico separado, em cada roda.

### Colt Van
Em Portugal, a Mitsubishi Motors de Portugal, criou a versão Van utilizando o motor 1500 DI-D e está disponível na carroçaria CZ3 de 3 portas e na versão de 5 portas.